# Alzira Vargas
Alzira Vargas do Amaral Peixoto (São Borja, 22 de noviembre de 1914 — Rio de Janeiro, 26 de enero de 1992), cuyo nombre de soltera fue Alzira Sarmanho Vargas, fue la hija de Getúlio Vargas y de Darcy Vargas. Fue jefe del gabinete civil de la Presidencia de la República durante el gobierno de su padre, función que asumió cuando cursaba el último año en la Facultad de Derecho de Río de Janeiro. Trabajó también como bibliotecaria e intérprete de inglés.

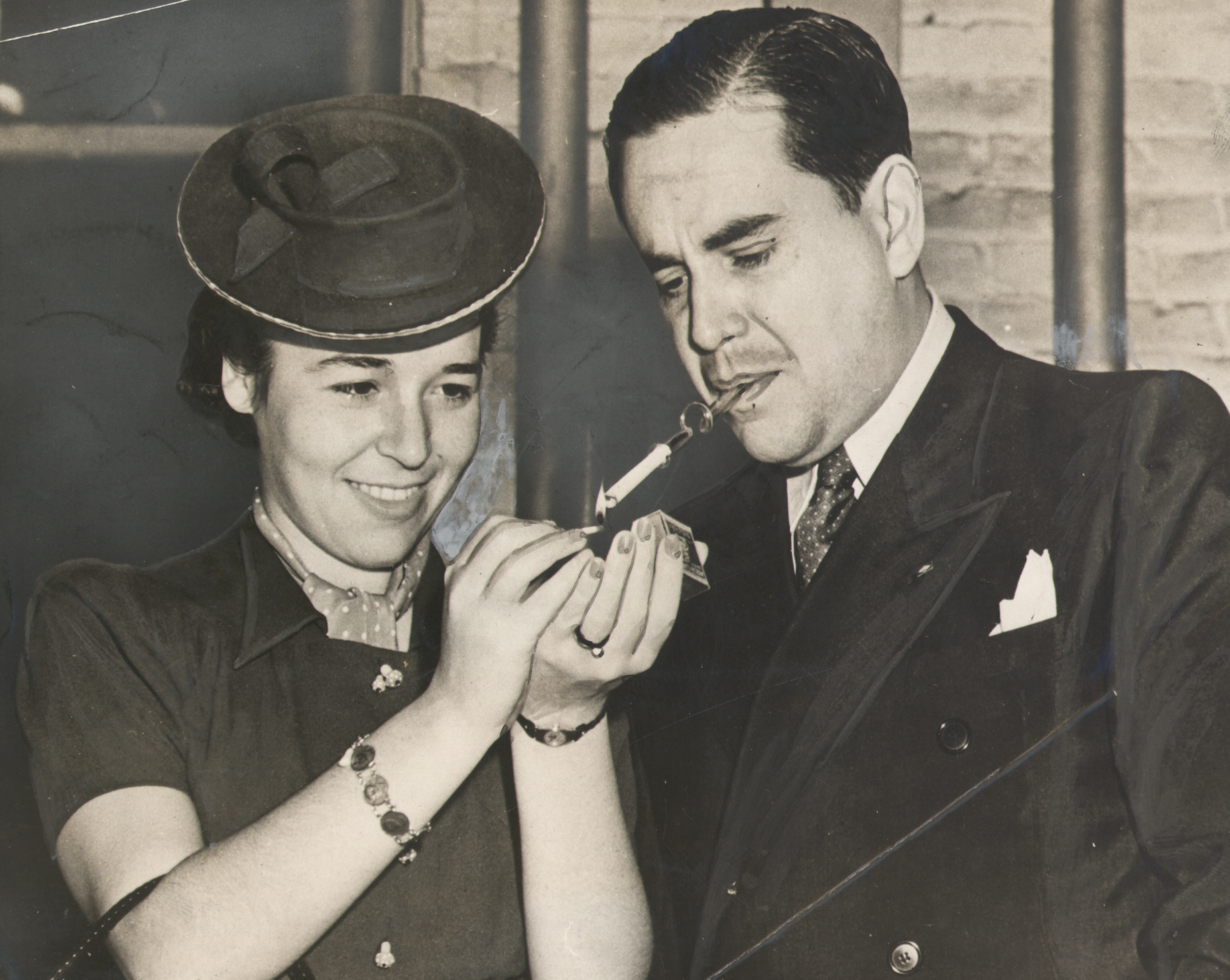
Alzira Vargas junto a su esposo Amaral Peixoto

Estuvo casada con Ernâni do Amaral Peixoto, quien fue interventor federal de Río de Janeiro entre 1937 a 1939. En 1955, Amaral Peixoto fue nombrado embajador en los Estados Unidos. La pareja vivió en ese país entre 1939 y 1942 y de 1956 a 1959, periodo en que Amaral Peixoto actuó como embajador en Washington.
Su hija Celina Vargas do Amaral Peixoto estuvo casada con Wellington Moreira Franco, quien gobernó el estado de Río de Janeiro entre 1987 y 1991.

## Protagonismo y memoria
A pesar de que el ambiente político era fundamentalmente masculino, Alzira Vargas tuvo un evidente protagonismo en las definiciones políticas de su padre. En especial, se mantuvo como interlocutoria de análisis permanente según correspondencia intercambiada.
Fue también llamada la "guardiana de la memoria", por su participación y documentación en los rumbos del getulismo. Parte de esa documentación sirvió para la escritura de la biografía Getúlio Vargas, Meu Pai (en español: "Getúlio Vargas, mi padre").
En 2014, en la película biográfica Getúlio, Alzira fue interpretada por la actriz Drica Moraes.

## Obras publicadas

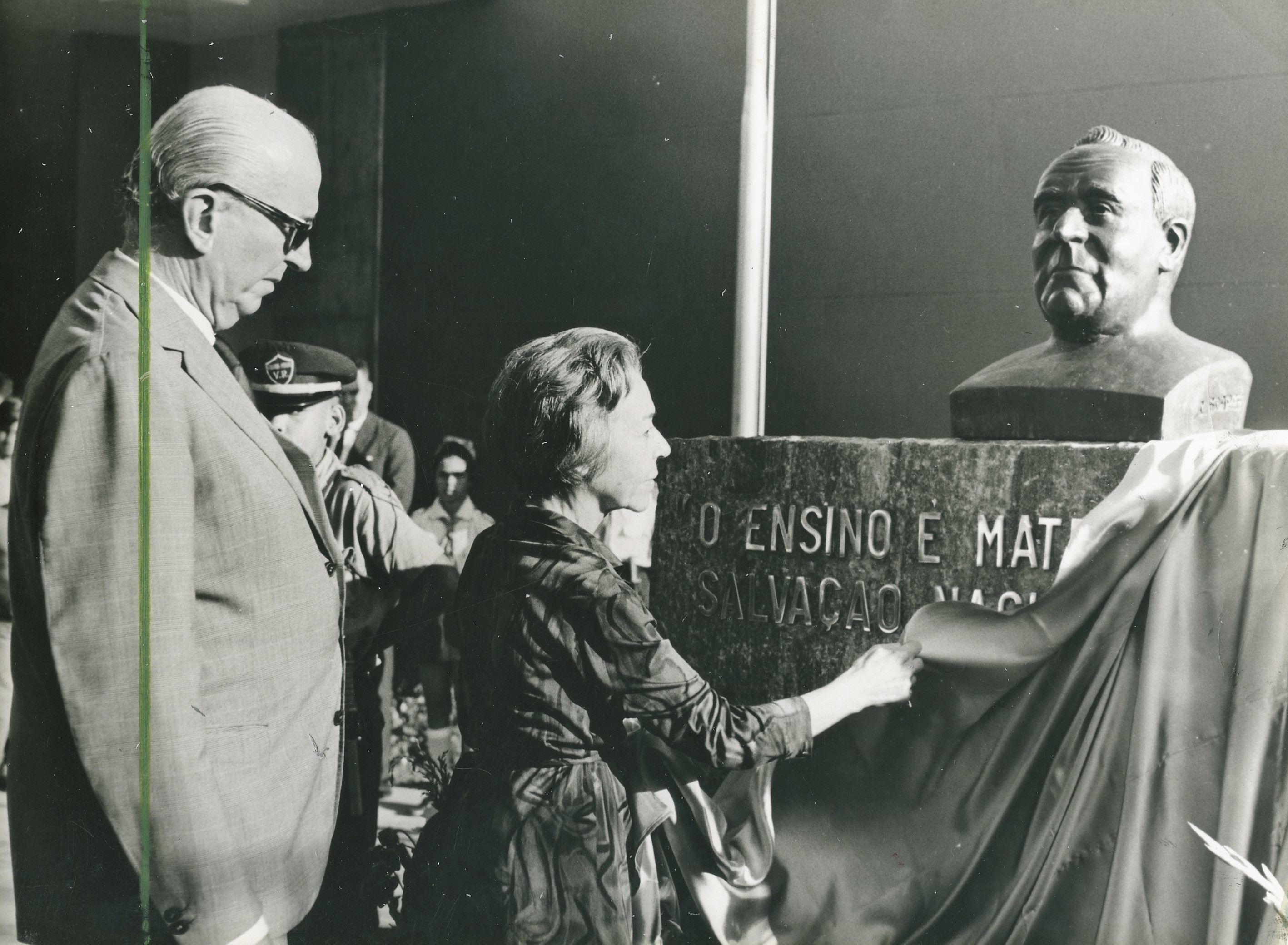
Alzira Vargas inaugurando el busto de su padre, Getúlio Vargas, en el Colégio Getúlio Vargas, Volta Redonda, 2 de noviembre de 1970

- Getúlio Vargas, Meu Pai - Editora Globo (primera edición en 1960, diversas reediciones).[5]